# سونگ یو
سونگ یو(چینی:宋玉) شاعر چینی بود که در قرن سوم پیش از میلاد در ایالت چو می زیست.